# 카를 얀센
카를 얀센(독일어: Karl Jansen, 1908년 5월 28일 ~ 1961년 11월 13일)은 독일의 역도 선수였다.
헤르네에서 태어난 그는 1936년 하계 올림픽에 출전하여 라이트급 부문에서 동메달을 획득하였다.

## 참조
- “카를 얀센”. sports-reference.com. 2010년 5월 7일에 확인함.[깨진 링크(과거 내용 찾기)]